# 下落合駅
下落合駅（しもおちあいえき）は、東京都新宿区下落合一丁目にある、西武鉄道新宿線の駅。駅番号はSS03。
駅名にある「落合」は、神田川と妙正寺川の合流点から生じた地名。西武グループ発祥の地であり、創始者の堤康次郎が自ら私邸を構える『目白文化村』として沿線開発された。

## 歴史
- 1927年（昭和2年）4月16日 - 村山線高田馬場（仮）駅 - 東村山駅間開通に伴い、旅客駅として正式開業。現在地より東へ300m程離れた高田馬場側にあり、東村山から東京へと出る終点が下落合駅であった。
- 1930年（昭和5年）7月3日 - 現在地に移転。東京護謨株式会社（自転車用タイヤ製造で創業した、西武グループ中核企業の一つ。後の西武ゴム → 西武ポリマ化成 → 西武ポリマ化工）本社工場や、関東重工業（航空機部品メーカー、後のフタバ産業）本社工場とも隣接。
- 1945年（昭和20年） - 空襲により、駅舎が被災し、終戦後にバラック建て駅舎が再建される[1]。
- 1952年（昭和27年）6月2日 - 駅舎改築[1]。
- 1982年（昭和57年）5月29日 - 構内踏切を廃止、跨線橋の使用開始[2]。
- 1986年（昭和61年）4月26日 - 新駅舎使用開始[3]。

## 駅構造
相対式ホーム2面2線を有する地上駅。ホーム有効長は8両編成分である。ホームは曲線状に立地し湾曲している。駅舎は上りホーム側に立地し、各ホーム間は跨線橋により連絡している。南口開設前は構内踏切により連絡していた。
改札口は駅舎のある北口と下りホーム側の南口の2か所。南口の供用時間は7時30分から22時までで、自動改札機のみ設置されている。
トイレは上りホーム中ほどにある。2008年度からのバリアフリー対応工事の進行により、ユニバーサルデザインの一環として「だれでもトイレ」も整備されている。
2008年度には加えて跨線橋部分にエレベーターも設置された。

### のりば
| ホーム | 路線   | 方向 | 行先                   |
| ------ | ------ | ---- | ---------------------- |
| 1      | 新宿線 | 上り | 高田馬場・西武新宿方面 |
| 2      | 新宿線 | 下り | 所沢・本川越・拝島方面 |

## 利用状況
2024年（令和6年）度の1日平均乗降人員は11,882人で、西武鉄道全92駅中66位。
近年の1日平均乗降・乗車人員の推移は下表の通りである。
| 年度               | 1日平均 乗降人員 | 1日平均 乗車人員 | 出典     |
| ------------------ | ---------------- | ---------------- | -------- |
| 1990年（平成02年） |                  | 8,364            | [ * 1 ]  |
| 1991年（平成03年） |                  | 8,527            | [ * 2 ]  |
| 1992年（平成04年） |                  | 7,405            | [ * 3 ]  |
| 1993年（平成05年） |                  | 7,066            | [ * 4 ]  |
| 1994年（平成06年） |                  | 6,921            | [ * 5 ]  |
| 1995年（平成07年） |                  | 6,852            | [ * 6 ]  |
| 1996年（平成08年） |                  | 6,800            | [ * 7 ]  |
| 1997年（平成09年） | 14,419           | 6,564            | [ * 8 ]  |
| 1998年（平成10年） | 14,097           | 6,290            | [ * 9 ]  |
| 1999年（平成11年） | 13,595           | 6,071            | [ * 10 ] |
| 2000年（平成12年） | 13,788           | 6,260            | [ * 11 ] |
| 2001年（平成13年） | 13,058           | 6,132            | [ * 12 ] |
| 2002年（平成14年） | 12,349           | 5,896            | [ * 13 ] |
| 2003年（平成15年） | 12,269           | 5,926            | [ * 14 ] |
| 2004年（平成16年） | 11,897           | 5,767            | [ * 15 ] |
| 2005年（平成17年） | 11,864           | 5,781            | [ * 16 ] |
| 2006年（平成18年） | 11,595           | 5,668            | [ * 17 ] |
| 2007年（平成19年） | 11,179           | 5,650            | [ * 18 ] |
| 2008年（平成20年） | 11,210           | 5,762            | [ * 19 ] |
| 2009年（平成21年） | 10,976           | 5,704            | [ * 20 ] |
| 2010年（平成22年） | 10,492           | 5,595            | [ * 21 ] |
| 2011年（平成23年） | 10,752           | 5,619            | [ * 22 ] |
| 2012年（平成24年） | 10,843           | 5,677            | [ * 23 ] |
| 2013年（平成25年） | 11,221           | 5,879            | [ * 24 ] |
| 2014年（平成26年） | 11,404           | 5,966            | [ * 25 ] |
| 2015年（平成27年） | 11,985           | 6,279            | [ * 26 ] |
| 2016年（平成28年） | 12,281           | 6,425            | [ * 27 ] |
| 2017年（平成29年） | 12,414           | 6,479            | [ * 28 ] |
| 2018年（平成30年） | 12,479           | 6,510            | [ * 29 ] |
| 2019年（令和元年） | 12,435           | 6,475            | [ * 30 ] |
| 2020年（令和02年） | 9,152            |                  |          |
| 2021年（令和03年） | 9,858            |                  |          |
| 2022年（令和04年） | 10,815           |                  |          |
| 2023年（令和05年） | 11,361           |                  |          |
| 2024年（令和06年） | 11,882           |                  |          |

## 駅周辺
- 社会福祉法人聖母会 聖母病院・高齢者福祉施設聖母ホーム
- 上智大学 目白聖母キャンパス
- 星野通り（通称。聖母病院裏付近にある星野直樹の旧宅付近）
- 日本聖書神学校（学校法人聖経学園）
- 氷川神社
- 新宿区役所 落合第一特別出張所
  - 新宿区落合第一地域センター
  - 新宿区落合保健センター
- 新宿区立下落合図書館（旧:新宿区立中央図書館跡地）
- 新目白通郵便局
- 東京富士大学
- エステー本社・R&Dセンター - 西武新宿線沿いに所在するR&Dセンターのロールカーテンにはトレードマークのヒヨコが分割して描かれており、休業日や西日の強い午後などにすべて降ろされると、車窓からも目立つ。
- HOYA本社
- フジオ・プロ
- おとめ山公園・下落合野鳥の森公園 - 元徳川将軍家お狩り場
- 東京都下水道局落合水再生センター・都営バス小滝橋営業所 - 関東重工業跡地
- 落合中央公園 - 西武ポリマ化成跡地
- 関東バス本社
- 俳協ボイスアクターズスタジオ
- 神田川
  - 小滝橋
- 妙正寺川
  - 「落合」の地名の由来となっている神田川と妙正寺川の合流地点が至近に存在する。
- 新目白通り（通称『十三間道路』、東京都道8号千代田練馬田無線）
- オーケー 下落合店（椎名町駅からのほうが若干近い）

## バス路線

### 路線バス
最寄り停留所は「下落合駅」である。
- 関東バス：宿02系統 丸山営業所 行 / 新宿駅西口 行

### 高速バス
関越自動車道を経由する西武バスおよび共同運行会社が運行する以下の高速バスの停留所（徒歩2分ほど）が新目白通り沿いにある。各地行きは乗車専用、池袋方面は降車専用。
- 池袋 - 軽井沢・佐久・小諸・上田線
- 東京 - 長野線
- 東京・大宮 - 長岡・新潟線
- 東京 - 上越線
- 東京 - 富山・高岡・氷見線
- 金沢エクスプレス号
- 苗場ホワイトスノーシャトル ※ 季節運行

## 隣の駅
西武鉄道

 新宿線
■拝島ライナー・■快速急行・■通勤急行・■急行・■準急
通過
■各駅停車
高田馬場駅 (SS02) - 下落合駅 (SS03) - 中井駅 (SS04)